# Kate Foster
Kate Foster (* 16. August 1985 in Toronto) ist eine ehemalige britische Snowboarderin. Sie startete in der Disziplin Halfpipe.

## Werdegang
Foster belegte bei den Weltmeisterschaften im Januar 2005 in Whistler den 28. Platz und nahm im folgenden Monat in Bardonecchia erstmals am Snowboard-Weltcup teil, wobei sie die Plätze 37 und 31 errang. Im selben Monat kam sie beim Europacup am Klínovec auf die Plätze zwei sowie eins und belegte damit den dritten Platz in der Halfpipe-Wertung des Europacups. Bei den Juniorenweltmeisterschaften 2005 in Zermatt wurde sie Zehnte. In der Saison 2005/06 erreichte sie in Leysin mit dem siebten Platz ihre einzige Top-Zehn-Platzierung und mit dem 28. Rang im Halfpipe-Weltcup ihr bestes Gesamtergebnis. Beim Saisonhöhepunkt, den Olympischen Winterspielen 2006 in Turin, errang sie den 20. Platz. Bei den Snowboard-Weltmeisterschaften 2009 in Gangwon belegte sie den 25. Platz. Ihren 25. und damit letzten Weltcup absolvierte sie im Januar 2010 am Kreischberg, welchen sie auf dem 26. Platz beendete.

## Teilnahmen an Weltmeisterschaften und Olympischen Winterspielen

### Olympische Winterspiele
- 2006 Turin: 20. Platz Halfpipe

### Snowboard-Weltmeisterschaften
- 2005 Whistler: 28. Platz Halfpipe
- 2009 Gangwon: 25. Platz Halfpipe

## Weltcup-Gesamtplatzierungen
| Saison  | Gesamt | Gesamt | Halfpipe | Halfpipe |
| Saison  | Punkte | Platz  | Punkte   | Platz    |
| ------- | ------ | ------ | -------- | -------- |
| 2004/05 | -      | -      | 197      | 41.      |
| 2005/06 | 1030   | 73.    | 1030     | 28.      |
| 2007/08 | 180    | 124.   | 180      | 44.      |
| 2008/09 | 682    | 82.    | 682      | 29.      |
| 2009/10 | 132    | 131.   | 132      | 53.      |